# Blepharodon julianii
Blepharodon julianii är en oleanderväxtart som beskrevs av G. Morillo. Blepharodon julianii ingår i släktet Blepharodon och familjen oleanderväxter. Inga underarter finns listade i Catalogue of Life.